# Veronica allionii
Veronica allionii är en grobladsväxtart som beskrevs av Dominique Villars. Veronica allionii ingår i släktet veronikor, och familjen grobladsväxter. Inga underarter finns listade i Catalogue of Life.

## Bildgalleri

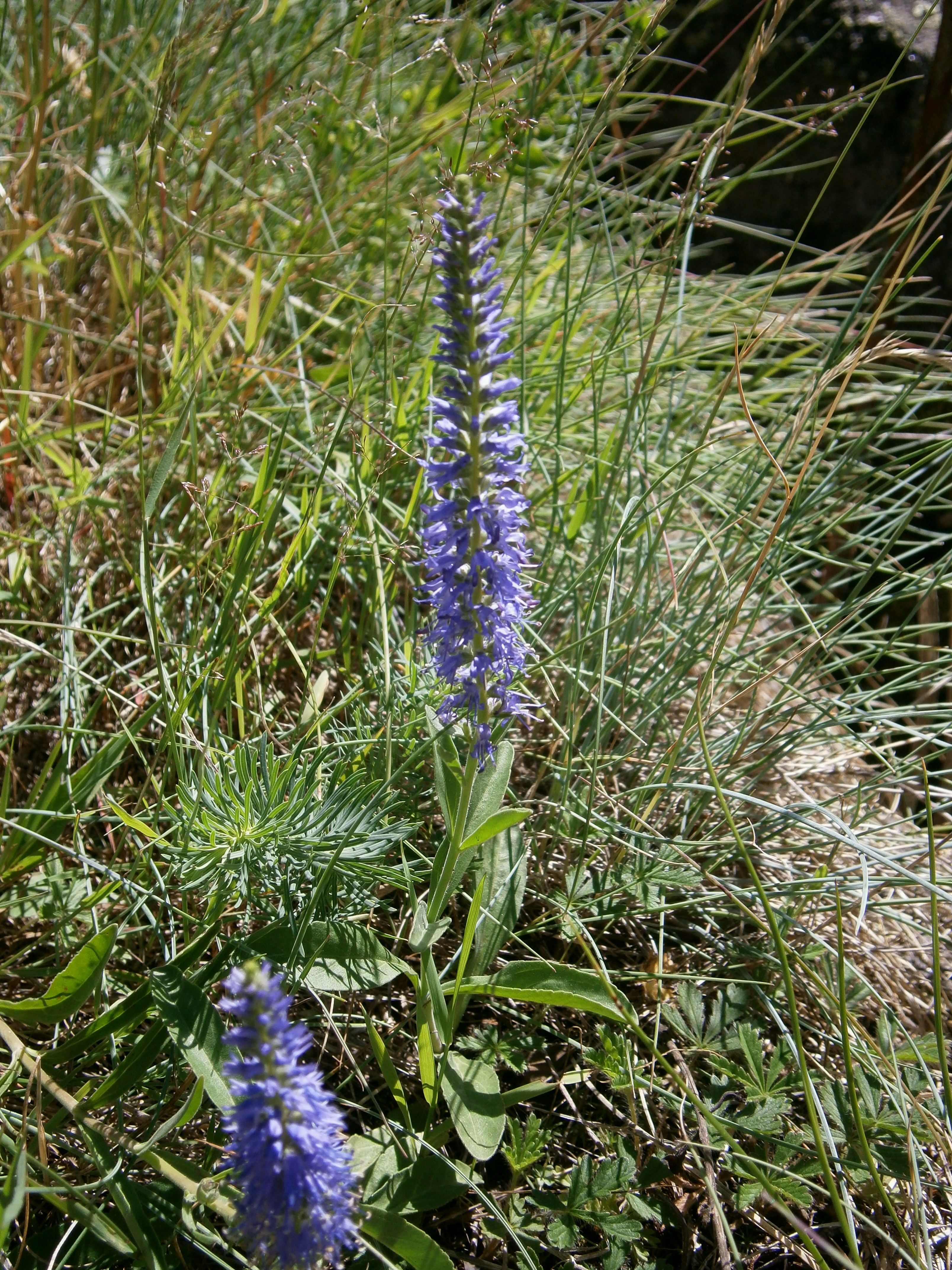
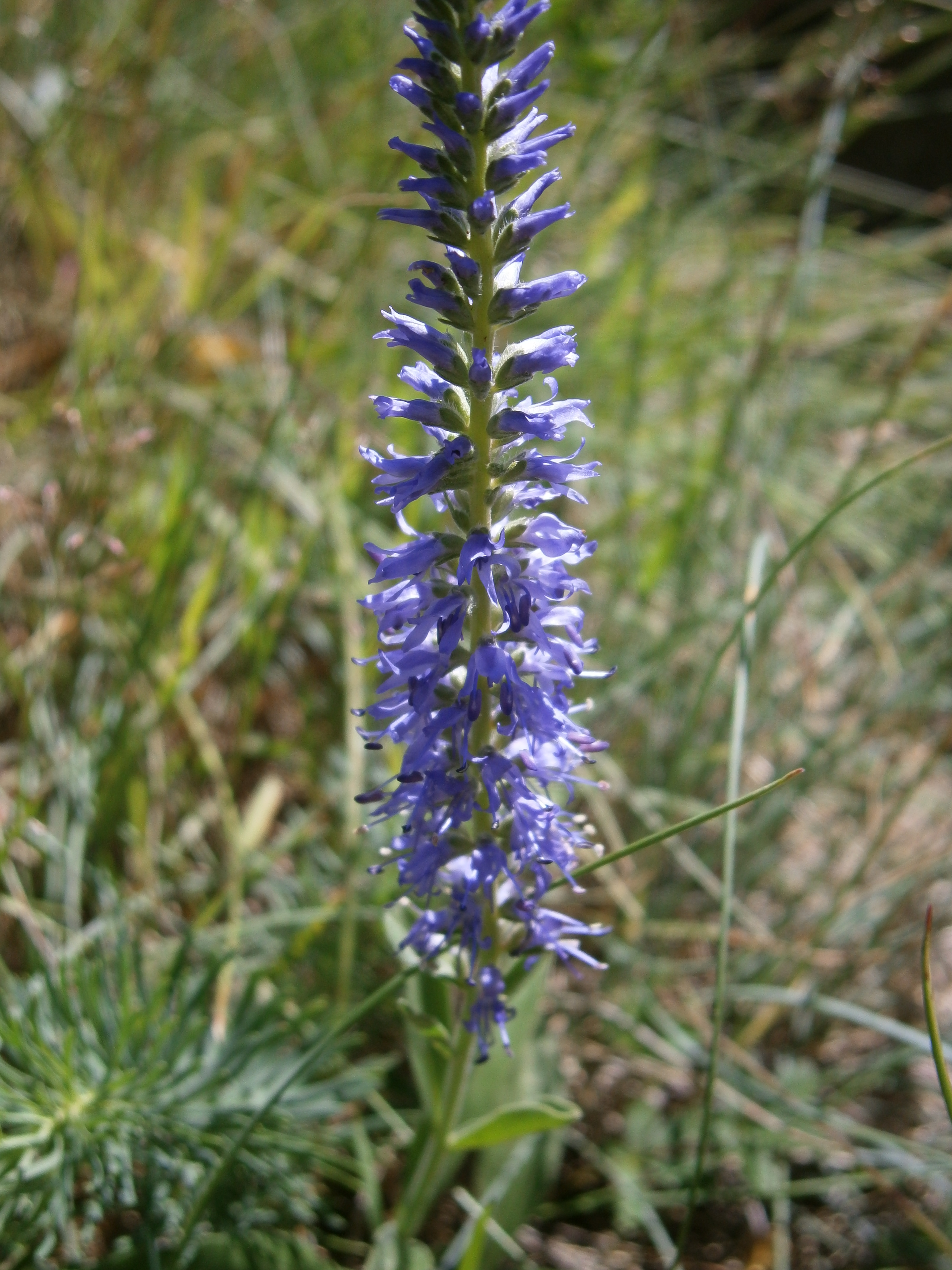
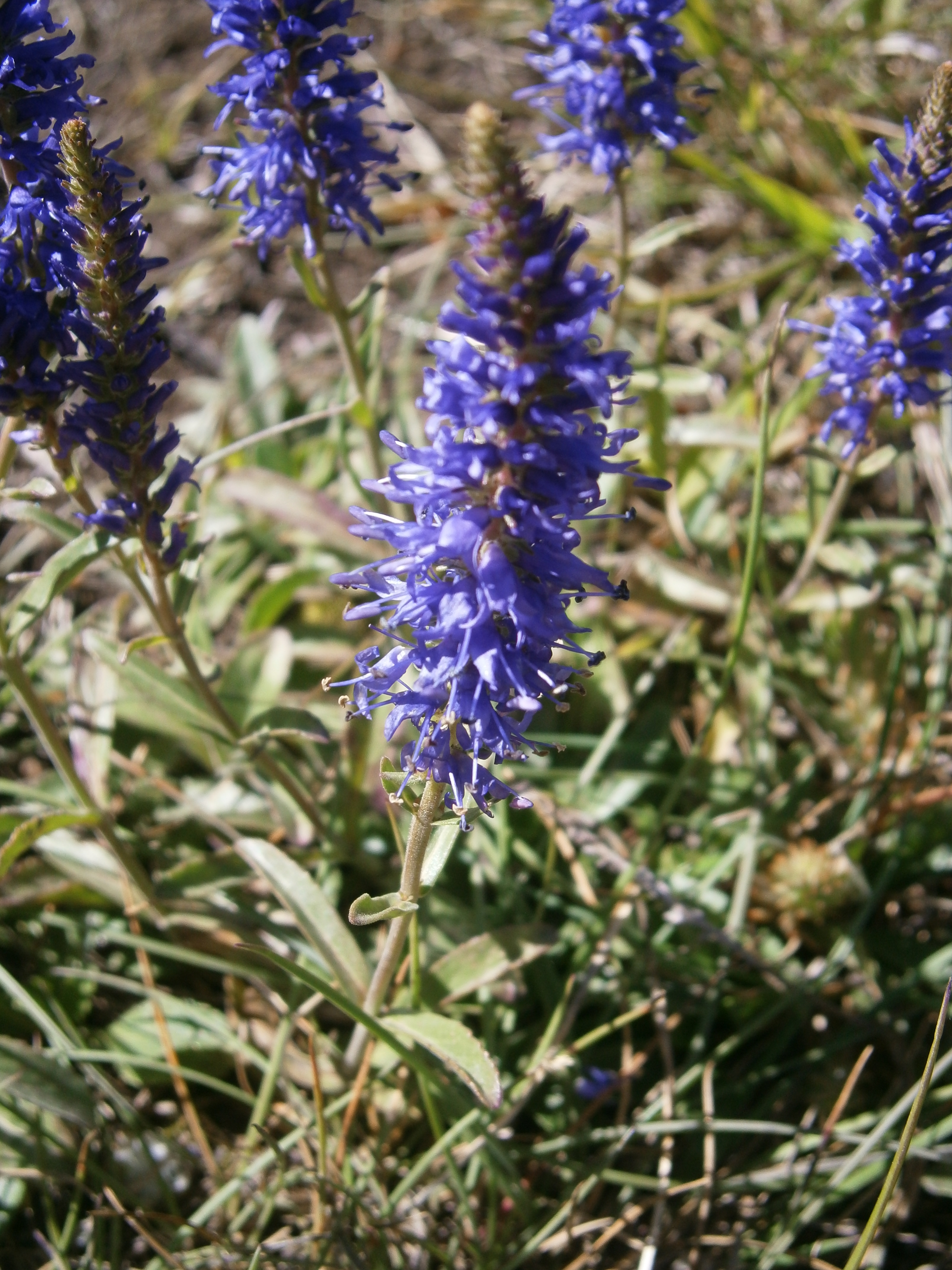
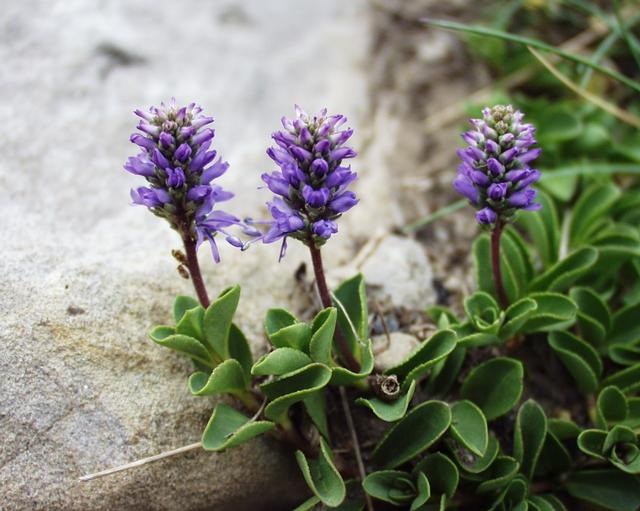
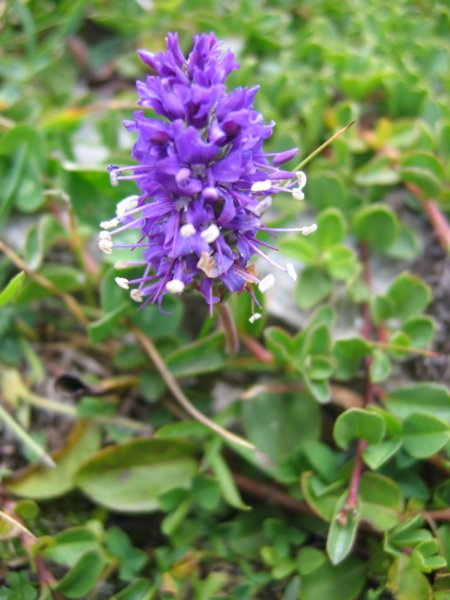
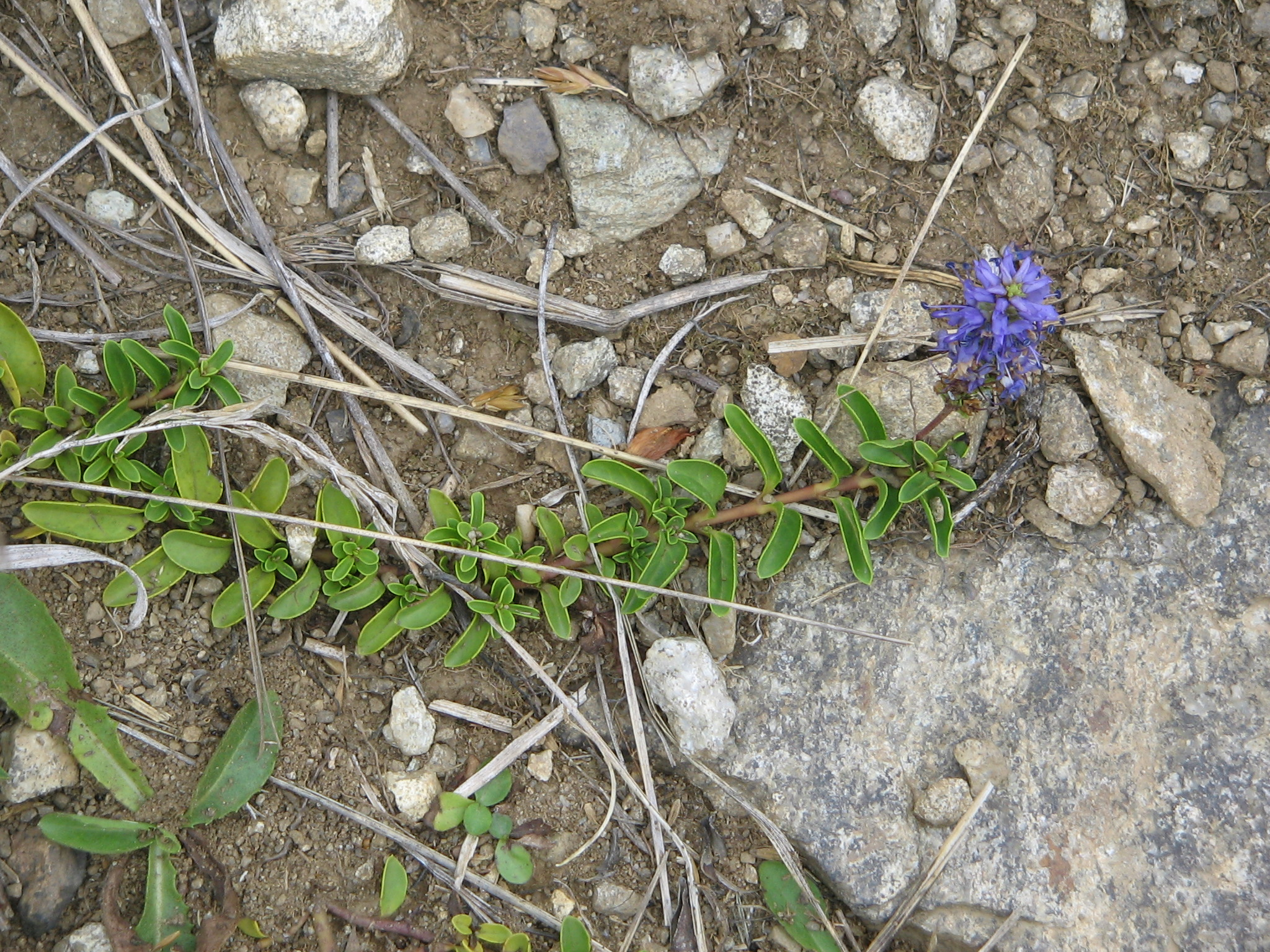